# San Luis Central Railroad
Die San Luis Central Railroad (SLC) ist eine US-amerikanische Class-III-Gesellschaft im Bundesstaat Colorado. Sitz des Unternehmens ist Monte Vista.

## Geschichte
Die Gesellschaft wurde am 18. Februar 1913 von dem aus Denver stammende George McLean (1868–1957) und anderen Geschäftsleuten gegründet. Von den geplanten 200.000 Dollar Stammkapital wurden 76.500 Dollar als Aktien emittiert. Hauptzweck des Unternehmens war der Transport von Zuckerrüben. Da die Zuckerrübenfabrik bald den Betrieb einstellte, waren die Landwirte gezwungen, ihre Produktion umzustellen. Inzwischen sind Kartoffeln und Salat die Hauptanbauprodukte und somit auch die Haupttransportgüter. 1938 wurde der Personentransport eingestellt.
1969 erwarben Edward Burkhardt sowie drei seiner Studienkollegen der Yale University die Bahngesellschaft von den Erben von McLean. Dafür gründeten sie die Pea Vine Corporation. 2007 war neben Burkhardt nur noch eine weitere Person Unternehmenspartner.
Die San Luis Central Railroad gehört seit Anfang der 2000er-Jahre über die Pea Vine Corporation zur Rail-World-Gruppe von Burkhardt.

## Streckennetz
Die Bahngesellschaft betreibt seit 1913 die rund 19 Kilometer lange Bahnstrecke von Center bis zum Abzweig von der Bahnstrecke Walsenburg-Creede der Colorado Pacific Rio Grande Railroad (CXRG) (ursprünglich Denver and Rio Grande Western). Vom Abzweig bis nach Monte Vista besitzt das Unternehmen Streckennutzungsrechte.

## Fahrzeuge
1913 wurde mit der Eröffnung der Strecke bei Baldwin eine neue 1′D-Dampflokomotive erworben, diese erhielt die Betriebsnummer 1. Diese war bis 1955 in Betrieb und wurde durch eine GE 70-Tonner (Fabrik-Nr. No 32280) abgelöst. Diese Lokomotive erhielt die Betriebsnummer 71.
Um den Betrieb auch während der Reparatur- und Wartungszeiten aufrechtzuerhalten, wurde später eine GE 80-Tonner mit der Betriebsnummer 80 eingesetzt. Dabei handelte es sich um die frühere Tennessee Coal and Iron Nr. 4. Inzwischen dient eine EMD SW8 mit der Betriebsnummer 70 als Reservelokomotive vorhanden. Diese Lokomotive war 1952 als Cincinnati Union Terminal 36 in Dienst gestellt worden und war danach bei der Coors Brewing Company (CORX) als C997 im Einsatz.
Die Gesellschaft verfügte bis 1969 über keine eigenen Güterwagen. Dies sorgte regelmäßig in der Erntezeit für Probleme, da nicht genügend Transportkapazität zur Verfügung stand. Die SLC begann deshalb in großen Stil gebrauchte Güterwagen aufzukaufen und instand zu setzen. Schließlich verfügte das Unternehmen zeitweise über einem Bestand von über 800 Fahrzeugen. Diese wurden an andere Bahngesellschaften vermietet und sorgten somit für einen wirtschaftlichen Ertrag für das Unternehmen.
Zeitweise waren durch die Rail Word Locomotive Leasing erworbenen ehemaligen Amtrak EMD F40M und F40F als Fahrzeuge der SLC registriert.